# Începutul

Începutul (în engleză Inception) este un film thriller-acțiune științifico-fantastic american, apărut în 2010 și care a fost scris, produs și regizat de Christopher Nolan. Din distribuție fac parte Leonardo DiCaprio, Ken Watanabe, Joseph Gordon-Levitt, Marion Cotillard, Ellen Page, Tom Hardy, Cillian Murphy, Tom Berenger și Michael Caine. DiCaprio joacă rolul lui Dom Cobb, un spion care extrage informații din subconștientul victimelor sale în timp ce acestea visează. Neavând posibilitatea de a-și vizita copiii, lui Cobb i se oferă șansa de a-și recăpăta vechea viață în schimbul unei ultime misiuni: realizarea unei inserții (inception), plantarea unei idei în mintea competitorului clientului său.
Deși primele idei pentru film au apărut încă din 2001, Nolan a simțit nevoia să capete mai multă experiență cu filme la scară mare realizând astfel Batman Begins, Prestigiu și Cavalerul negru. Nolan a petrecut șase luni cizelând scenariul pentru Începutul înainte de a fi căpătat de Warner Bros, în februarie 2009. S-a filmat în șase țări și patru continente începând pe 19 iunie 2009 cu Tokyo și sfârșind la finele lui noiembrie al aceluiași an în Canada. Compozitorul Hans Zimmer a realizat muzica filmului utilizând și fragmente din cântecul "Non, je ne regrete rien" al lui Edith Piaf.
Începutul a beneficiat de un buget de 160 de milioane $, cost împărțit între Warner Bros. și Legendary Pictures. Filmul a avut premiera la Londra pe 8 iulie 2010 și a fost lansat atât în cinematografe convenționale, cât și IMAX la data de 14 iulie 2010. Fiind un succes de critică, pelicula a avut încasări de 21 de milioane $ în prima zi și 62,7 milioane $ în primul weekend.

## Intriga
Dominick "Dom" Cobb și Arthur sunt "extractori", niște spioni care lucrează pentru corporații și utilizează o tehnologie militară experimentală pentru a se infiltra subconștientul țintelor și pentru a extrage informații valoroase din lumea de vis. Ultima lor țintă, omul de afaceri japonez Saito, l-a angajat pe Cobb pentru o sarcină aparent imposibilă: plantarea unei idei în subconștientul unei persoane - adică "inițierea". Pentru a distruge concurența, respectiv conglomeratul energetic al lui Maurice Fischer, Saito îi cere lui Cobb să-l convingă pe fiul și moștenitorul lui Fischer, Robert, să desființeze compania tatălui său. În schimb, Saito promite să-și folosească influența pentru a șterge o acuzație de crimă, permițându-i lui Cobb să se întoarcă acasă la copiii săi. Cobb acceptă oferta și își adună echipa: Eames, un escroc și un falsificator de identități; Yusuf, un chimist care creează un sedativ puternic pentru o strategie stabilă de "vis în vis"; și Ariadne, o studentă la arhitectură, însărcinată cu proiectarea labirintului de peisaje visate, recrutată cu ajutorul socrului lui Cobb, profesorul Stephen Miles. În timp ce își împarte visul cu Cobb, subconștientul Ariadnei suferă o proiecție invazivă din partea fostei soții a lui Cobb, Mal.
Când bătrânul Fischer moare în Sydney, Robert Fischer îi însoțește sicriul într-un zbor de zece ore înapoi în Los Angeles, ocazie pe care echipa (inclusiv Saito, care dorește să-și verifice succesul) o folosește pentru a-l seda și a-l transpune într-un vis. La nivelul fiecărui vis, persoana care generează visul rămâne în urmă pentru a crea un șoc care va fi folosit pentru a-i trezi pe ceilalți membri ai echipei din nivelul de vis profund; pentru a acționa eficace, aceste lovituri trebuie să apară simultan la fiecare nivel de vis, fapt complicat datorită naturii timpului care curge mult mai rapid în fiecare nivel succesiv. Primul nivel este visul lui Yusuf al unui Los Angeles ploios. Echipa îl răpește pe Fischer, dar este atacată de proiecțiile înarmate din subconștientul lui Fischer, care a fost special instruit să-l protejeze împotriva unor intruși. Echipa îl ia pe Fischer și pe Saito rănit într-un depozit, unde Cobb dezvăluie că în timp ce moare în vis Saito s-ar trezi în mod normal, dar sedativele puternice necesare pentru a stabiliza visul pe mai multe niveluri vor trimite în schimb un visător pe moarte în "limbo" lumea subconștientului infinit, din care evadarea este extrem de dificilă, dacă nu aproape imposibilă, și un visător riscă să uite că este într-un vis. În ciuda acestor neajunsuri, echipa continuă misiunea.
Eames îl imprumută pe nașul lui Fischer, Peter Browning, pentru a sugera că Fischer va reconsidera voința tatălui său. Yusuf conduce van, în timp ce ceilalți visători sunt sedați în al doilea nivel. În al doilea nivel, un hotel visat de Arthur, Cobb îl convinge pe Fischer că a fost răpit de Browning, iar Cobb este protectorul său subconștient. Cobb îl convinge să meargă la un alt nivel pentru a explora subconștientul lui Browning (în realitate, intră în subconștientul lui Fischer). Al treilea nivel este un spital fortificat pe un munte înzăpezit visat de Eames. Echipa trebuie să se infiltreze și să-i țină pe gardieni, deoarece Cobb ia Fischer în echivalentul subconștientului său. Yusuf, urmărit de proiecțiile lui Fischer în primul nivel, conduce în mod deliberat pe pod și își declanșează lovitura prea curând. Acest lucru provoacă o avalanșă la nivelul lui Eames și elimină gravitatea nivelului lui Arthur, obligându-l să improvizeze o nouă lovitură sincronizată cu vanul care lovește apa. Proiecția lui Mal apare și îl omoară pe Fischer; Cobb o ucide pe Mal, iar Saito cedează rănilor lui. Cobb și Ariadne intră în Limbo pentru ai salva pe Fischer și pe Saito, în timp ce Eames face o lovitură prin manipularea spitalului cu explozivi.
Cobb îi dezvăluie lui Ariadne că el și Mal au mers la Limbo în timp ce experimentau tehnologia de partajare a viselor. Sedați pentru câteva ore în timp real, au petrecut cincizeci de ani într-un vis construind o lume din amintirile lor comune. Când Mal a refuzat să se întoarcă la realitate, Cobb a folosit o formă rudimentară de inițiere prin reactivarea totemului său (un obiect de vis folosit pentru a distinge visul de realitate) și reamintirea subconștientului că lumea lor nu este reală. Cu toate acestea, când s-a trezit, Mal încă credea că visează. Într-o încercare de a se "trezi" cu adevărat, Mal s-a sinucis, o înscenare menită să-l acuze pe Cobb, pentru a-l forța să facă același lucru. În fața acuzației de crimă, Cobb a părăsit S.U.A., lăsându-și copiii în grija profesorului Miles.
La fiecare nivel Ariadne plantează lui Cobb idea că el nu este vinovat în sinuciderea lui Mal. Prin mărturisirea sa, Cobb se eliberează de vinovăția morții lui Mal. Ariadne ucide proiecția lui Mal și îl trezește pe Fischer cu un șoc. Revenit la spitalul de munte, Fischer intră într-o încăpere sigură pentru a descoperi și accepta ideea plantată: o proiecție a tatălui său pe moarte spunându-i să devină ceea ce-și dorește să fie. În timp ce Cobb rămâne în Limbo pentru a-l căuta pe Saito, ceilalți membri ai echipei se întorc în realitate. Cobb îl găsește în cele din urmă pe Saito în vârstă în Limbo și îi reamintește acordul lor. Toți visătorii se trezesc în avion, iar Saito dă un telefon.
La sosirea la aeroportul din Los Angeles, Cobb trece prin punctul de control al vamei americane, iar profesorul Miles îl însoțește acasă. Folosindu-și totemul - un vârf rotitor care se învârte neîncetat într-o lume de vis, dar pică în realitate - Cobb face un test pentru a dovedi că a revenit într-adevăr în lumea reală, dar ignoră rezultatul și se alătură copiilor săi în grădină.

## Distribuție
- Leonardo DiCaprio este Dom Cobb
- Ellen Page este Ariadne
- Joseph Gordon-Levitt este Arthur
- Ken Watanabe este Dl. Saito
- Marion Cotillard este Mal Cobb
- Tom Hardy este Eames

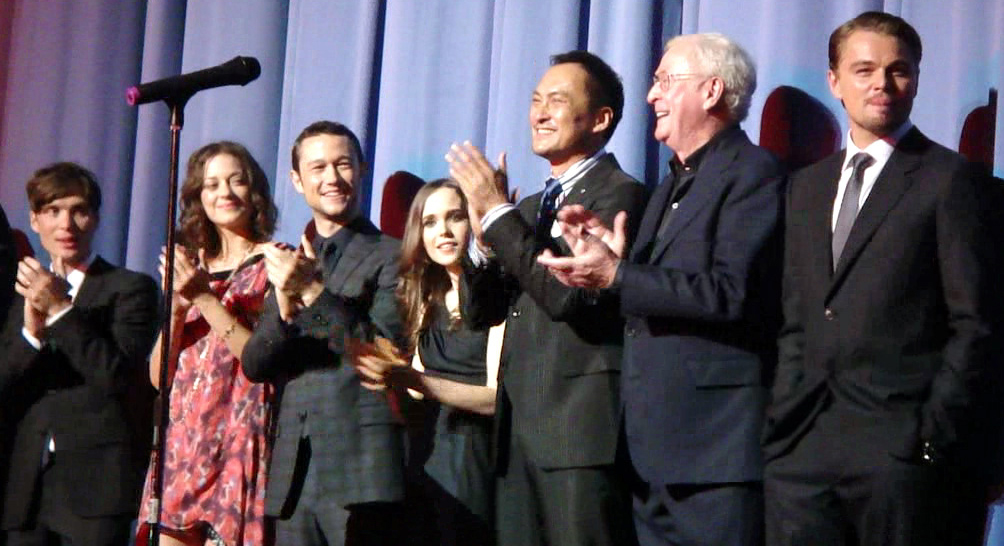
Actorii la premiera filmului în iulie 2010. De la stânga la dreapta: Cillian Murphy, Marion Cotillard, Joseph Gordon-Levitt, Ellen Page, Ken Watanabe, Michael Caine, și Leonardo DiCaprio.

- Cillian Murphy este Robert Michael Fischer
- Dileep Rao este Yusuf
- Tom Berenger este Peter Browning
- Pete Postlethwaite este Maurice Fischer
- Lukas Haas este Nash
- Michael Caine este Miles